# Titan (måne)
Titan är Saturnus största måne och den näst största månen i solsystemet, efter Jupiters måne Ganymedes. Titan upptäcktes den 25 mars 1655 av den nederländske astronomen Christiaan Huygens och var den första satelliten i solsystemet som upptäcktes efter Jupiters galileiska månar. Titan är den enda måne i solsystemet som har en tät atmosfär. Den täta atmosfären har förhindrat närmare studier av månens yta, men fram till 2017 undersöktes Titan av rymdsonden Cassini–Huygens och ny kunskap läggs till hela tiden.
Den 27 juli 2006 meddelade NASA att man funnit sjöar av kolväten vid Titans norra polarregioner, och i mars 2007 meddelades det att rymdfarkosten "Cassinis" rymdsond Huygens tagit bilder på sjöliknande vätske- och kolvätefyllda områden på Titans nordpol. Nasa har planer på att skicka upp en ubåtsliknande rymdfarkost som kan utforska den sjöliknande miljön på Titan.

## Namn
Huygens kallade helt enkelt sin upptäckt  Saturni Luna (vilket är latin för ”Saturnus måne”) (De Saturni Luna observatio nova, 1656; XV). Senare namngav Giovanni Domenico Cassini de fyra månarna som han upptäckte (Tethys, Dione, Rhea och Japetus) till Sidera Lodoicea (”Ludvigs stjärnor”) för att hedra kung Ludvig XIV av Frankrike. Astronomer började kalla dem för Saturnus I till Saturnus V. När Mimas och Enceladus upptäcktes 1789 kallades Titan ibland för Saturnus sjätte satellit eller Saturnus VI (benämningen används fortfarande) som kommer av i vilken ordning månarna befinner sig från Saturnus. Namnet ”Titan” och namnen på de andra då kända sju månarna kom från John Herschel (son till William Herschel som hade upptäckt Mimas och Enceladus) som föreslog att månarna skulle namges efter titanerna som var syskon till Kronos (den grekiske motsvarigheten till guden Saturnus).

## Synlighet från Jorden
Titan kan inte ses från jorden med blotta ögat, men går att se med små teleskop (med diameter större än 5 centimeter) och starka kikare.

## Fysiska egenskaper
Titan är den näst största månen i solsystemet. Den är större än Merkurius, men har lägre massa. Tidigare trodde man att Titan var något större än Jupiters måne Ganymedes, men närmare undersökningar har visat att den tjocka atmosfären reflekterar en stor mängd ljus vilket gjort att dess diameter överskattats. Precis som många andra månar i solsystemet är Titan också större än dvärgplaneten Pluto.

### Inre struktur
Titan har en uppbyggnad liknande Ganymedes, Callisto, Triton och (förmodligen) Pluto. Titan består till hälften av fruset vatten och till hälften av olika bergarter. Månen är förmodligen uppdelad i flera lager med en 3400 kilometer tjock kärna av bergarter som omges av flera lager bestående av olika former av iskristaller . Titans inre kan fortfarande vara varmt. Trots att den liknar Rhea och Saturnus övriga månar är densiteten högre vilket beror på gravitationell påverkan.

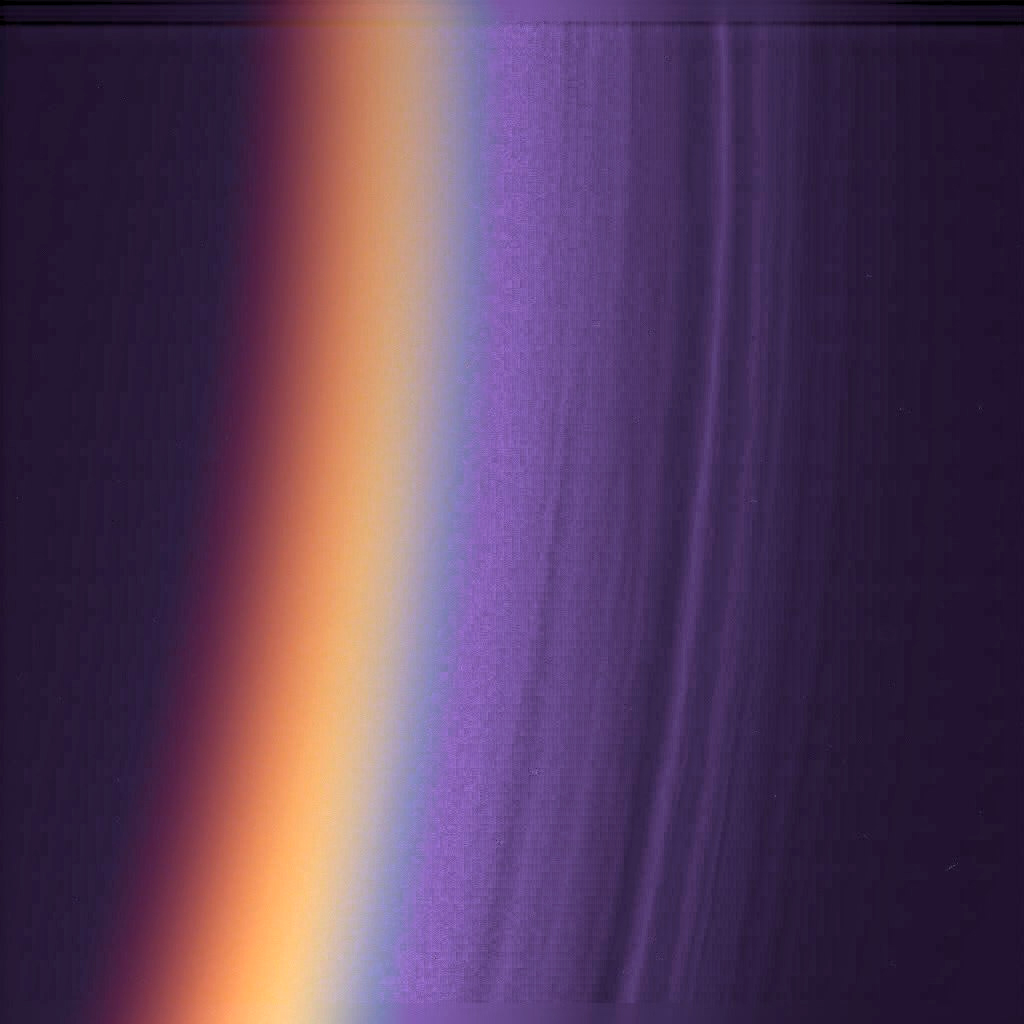
De olika lagren av dis i Titans övre atmosfär. Bilden är tagen i det ultravioletta spektrumet.

### Atmosfär
Titan är den enda kända månen med en fullt utvecklad atmosfär som består av annat än bara spårgaser. Närvaron av en tät atmosfär upptäcktes första gången av Gerard Kuiper 1944 då han med hjälp av spektroskopi kunde uppskatta partialtrycket för metan till 100 millibar.
Sedan dess har Voyagers rymdsonder funnit att Titans atmosfär är tätare än jordens med ett tryck vid ytan som är mer än en och en halv gånger större. 
Diset som man kan se på den högra bilden medverkar till Titans anti-växthuseffekt och sänker temperaturen genom att reflektera bort solljus från månen. Den tjocka atmosfären blockerar det mesta av det synliga spektrumets ljus från solen och andra ljuskällor som når Titans yta. Huygenssonden lyckades inte hitta solens position under nedstigningen men den lyckades ta bilder på ytan med hjälp av sin 20-wattslampa, något som forskare liknade vid att ta bilder på en asfalterad parkering i skymningen.
Titans atmosfär består till 98,4 % av kväve – den enda kväverika atmosfären i solsystemet förutom jordens – de resterande 1,6 % består av metan med endast spår av andra gaser som kolväten, argon, koldioxid, kolmonoxid, vätecyanid och helium. De kolväten som finns i atmosfären tror man bildas i Titans övre atmosfär genom att solens ultravioletta ljus uppdelar metanet, vilket producerar en tjock orange smog. Titan har inget magnetfält och befinner sig ibland utanför Saturnus magnetosfär där den är oskyddad från solvinden.

### Klimat

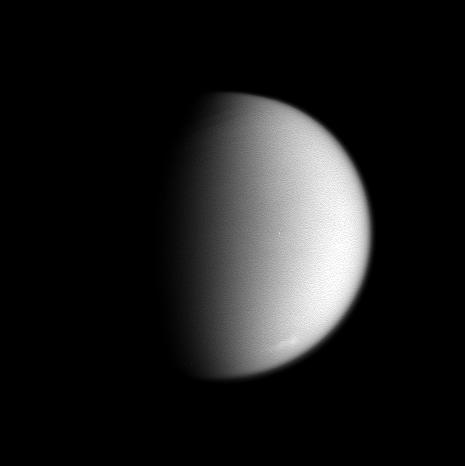
Med hjälp av Cassini har man observerat små spridda moln i Titans atmosfär. Här på den södra hemisfären

Vid ytan är temperaturen ungefär 94 K (−179 °C eller −290,2 °F). Vid denna temperatur sublimerar inte is, så atmosfären innehåller nästan ingen vattenånga. Utspridda moln kan hittas överallt i Titans atmosfär. Dessa moln består troligtvis av metan, etan och andra enkla organiska sammansättningar. Andra mer komplexa kemikalier i små mängder tros producera den orangea färg man ser från rymden.
Resultaten från Huygens indikerade att det ibland från Titans atmosfär regnar flytande metan och andra organiska ämnen ner på månens yta. Det är möjligt att områden på Titans yta är täckt med ett tjäreliknande lager av den organiska föreningen tholin, men detta har inte blivit bekräftat. Närvaron av 40argon upptäcktes också i atmosfären, ett bevis på kryovulkanism som producerar en lava av is och ammoniak.
Senare fann man en inaktiv metanvulkan på några högupplösningsbilder, och titansk vulkanism tror man nu är en betydande källa till metanet i atmosfären. I oktober 2004 fotograferade Cassini ljusa, höga moln över Titans sydpol, men de ser inte ut att vara av metan, som man hade trott. Denna upptäckt förbluffade forskarna, och studier för att fastslå sammansättningen av dessa moln och kanske ändra vår förståelse av Titans atmosfär behöver göras. Observationer gjorda av Cassini av Titans atmosfär föreslår att Titan är en superrotator, likt Venus, med en atmosfär som roterar mycket fortare än ytan.

### Sjöar
Titan har sjöar bestående av etan och metan. Sjöarna uppskattas vara upp till 200 meter djupa. I tre sjöar har upptäckts något som antas vara vågor. Vågorna är 1,5 centimeter höga och rör sig med en hastighet på 2,5 kilometer per timme. Den största av sjöarna heter Kraken Mare.

## Utforskning
Titan undersöktes av både Voyager 1 och Voyager 2. När Voyager 1 närmade sig Titan ändrades dess kurs för att göra en nära passage. Dock saknade Voyager 1 tillräckliga instrument för att kunna undersöka Titans yta under den täta atmosfären. 

### Cassini-Huygens
- Huvudartikel Cassini-Huygens

Cassini-Huygens är ett forskningsprojekt som består av rymdsonden Cassini och landaren Huygens som skickades till planeten Saturnus och dess måne Titan i ett samarbete mellan Nasa, den Europeiska rymdorganisationen (ESA) och det italienska rymdorganet Agenzia Spaziale Italiana.
Rymdsonden Cassini lämnade Jorden 15 oktober 1997 och har gått i bana kring Saturnus sedan 2004. Den medföljande sonden Huygens sändes genom Titans atmosfär och landande på Titan 14 januari 2005. Det var den mest avlägsna landning en farkost från Jorden någonsin gjort.
Huygens främsta syfte var att med ett antal avancerade instrument undersöka atmosfären under den cirka två timmar långa nedstigningen. Sonden sände cirka 26 000 bilder tillbaka till jorden, bland annat radarfoton av ytan; de första närbilderna av Titans yta. 
I mars 2007 meddelades att sonden hade tagit bilder på sjöliknande vätske- och kolvätefyllda områden på Titans nordpol.